# ساوث شيكاغو هايتس (إلينوي)
ساوث شيكاغو هايتس (بالإنجليزية: South Chicago Heights)‏ هي قرية تقع في الولايات المتحدة في إلينوي. يقدر عدد سكانها بـ 4,139 نسمة .

## الموقع الجغرافي
الموقع الجغرافي للمناطق المحيطة بهذه النقطة هو كالتالي:

## أعلام
- لورين ستورم